# Vanessa Ferrari
Vanessa Ferrari (Orzinuovi, 10 de novembro de 1990), é uma ginasta italiana, que compete em provas da ginástica artística. Sua principais conquistas foram a medalha de ouro no individual geral no Mundial de 2006, disputada em Aarhus, Dinamarca e a medalha de prata no solo nas Olimpíadas de Tóquio.
Entre seus principais campeonatos estão participações em Europeus, Mundiais e Olimpíadas. Vanessa é bimedalhista nas edições de 2006 e 2007 do Campeonato Europeu, somando três de ouro e uma de prata. Em seu país, Vanessa é considerada a mais expressiva ginasta que já competiu, principalmente pelos resultados obtidos.

## Biografia
Vanessa Ferrari nasceu em Orzinuovi, uma cidade pertencente a região da Lombardia. A jovem é filha da búlgara Galia Nikolova e do italiano Giovanni Ferrari. Vanessa tem ainda dois irmãos, os gêmeos Ivan e Michele.
Depois de passar a infância em Soncino, Vanessa mudou-se para onde vive até hoje, a cidade de Genivolta. Apesar das horas de treinamento diárias, a ginasta ainda encontra tempo para seus hobbies – dançar e desenhar. Sua inspiração na ginástica são as ginastas romenas.

## Carreira
Vanessa começou na ginástica em 1998, aos oito anos de idade, e disputou sua primeira competição internacional em 2002. Desde o começo no clube Brixia, ela tem como treinadores, os também italianos, Enrico Casella e Michela Francia. Seu aparelho preferido é o solo, onde tem como movimento favorito o Tsukahara.

### ITA Júnior
Em 2001, aos onze anos de idade, Vanessa ingressou na categoria júnior da equipe nacional italiana, após três anos de iniciados seus treinamentos na ginástica.
Sua primeira participação em disputa pela equipe nacional foi em uma competição triangular, que envolveu três países europeus – Itália, Suíça e Luxemburgo. Nele, Ferrari conquistou o primeiro lugar por equipes e no individual geral. Sua primeira experiência a nível mundial, no entanto, veio no ano seguinte, no Encontro Internacional, realizado em Nimes, na França, onde mais uma vez saiu com as medalhas de ouro por equipes e individual geral.
Em 2003, na Inglaterra, no Itália vs. Grã-Bretanha, a ginasta conquistou duas medalhas: mais uma primeira posição na disputa por equipes, e dessa vez, uma prata no individual geral. Mais tarde, no Campeonato Italiano Júnior, Vanessa mais uma vez subiu ao lugar mais alto do pódio na disputa do concurso geral. Em 2004, no Itália vs Romênia, realizado em Mortara - Itália, Ferrari terminou com uma prata no individual geral e um ouro na disputa por equipes. Já no Itália vs Espanha, ela conquistou dois ouros – equipes e all around. Na competição mais importante do ano, o Campeonato Europeu Júnior, Vanessa conquistou três medalhas - A primeira delas, de bronze, foi por equipes. Em seguida, uma medalha de prata no individual geral, e por fim, outro bronze, na trave. Para encerrar o ano, Vanessa mais uma vez fora a primeira colocada no individual geral do Campeonato Italiano Júnior.
2005, seu último ano como júnior, foi um período de poucas competições. Contudo, nos Jogos do Mediterrâneo, Vanessa saiu com seis pódios em seis disputáveis – cinco medalhas de ouro e uma de prata (barras assimétricas).

### ITA Sênior
Em 2006, aos dezesseis anos, Ferrari disputou seu primeiro Campeonato Europeu, na edição de Vólos, Grã-Bretanha. Nele, a ginasta conquistou duas medalhas – A primeira, de ouro, fora por equipes e a segunda, de prata, no individual geral. Nesse mesmo ano, ela ainda participou do Campeonato Mundial, na Dinamarca.
Em 2007, na edição de Amsterdã do Campeonato Europeu, Vanessa conquistou duas medalhas de ouro, no all around e no solo. Em seguida, na etapa francesa da Copa do Mundo, em Paris, Ferrari conquistou três medalhas de ouro – A primeira delas, no solo. Mais tarde, outra na trave e a última nas barras assimétricas, superando a especialista no aparelho Ksenia Semenova.. Sua equipe, no entanto, não subiu ao pódio. Vanessa ainda encerrou o ano no Campeonato Mundial, realizado na Alemanha. Em 2008, uma tendinite a retirou das principais competições e comprometeu sua participação nos Jogos Olímpicos [carece de fontes?]. No ano seguinte, em sua primeira competição do ano, o Italian Club Championships, de edição realizada em Pavia, as apresentações de Ferrari garantiram a primeira colocação da equipe Brixia - clube que a ginasta defende em território nacional - na disputa.
Como primeiro compromisso internacional de grande porte do seguinte ano, deu-se o Campeonato Europeu, realizado na cidade de Milão. Competindo "em casa", Ferrari classificou-se para a final do individual geral, na décima colocação. No entanto, após manter o mesmo nível de apresentações, a ginasta encerrou o evento na nona posição. Nas finais por aparelhos, prata no solo.

## Campeonatos Mundias de Ginástica Artística
Ferrari, desde sua entrada na categoria sênior, participou de dois Mundiais – Aarhus e Stuttgart. Em ambos, obteve medalhas.

### Aarhus 2006
Em 2006, em seu primeiro ano como sênior, Ferrari disputou o Campeonato Mundial de Ginástica Artística, em Aarhus. Ao lado de Carlotta Giovannini, Lorena Cozar, Monica Bergamelli, Federica Macri e Sara Bradaschia, a equipe italiana terminou a competição na nona colocação, não obtendo classificação para a final. Vanessa, no entanto, assugurou a participação italiana em três finais – individual geral, solo e barras assimétricas.
Na primeira, na disputa do all around, a jovem estreante conquistou a medalha de ouro, ao superar a americana Jana Bieger e a romena Sandra Izbasa, prata e bronze respectivamente. Na final seguinte, no solo, o score de 15,450 não foi suficiente para superar a americana Bieger e a chinesa Fei Cheng, medalhistas de prata e ouro. Assim, Ferrari terminou com a medalha de bronze. Na última final, nas assimétricas, o resultado fora semelhante. Não superando as favoritas Elizabeth Tweddle e Nastia Liukin, Vanessa ficou a terceira colocação no aparelho.
Desse modo, Ferrari encerrou sua participação na competição com três medalhas – uma de ouro e duas de bronze.

### Stuttgart 2007
No campeonato seguinte, o Mundial de Stuttgart, realizado na Alemanha, Vanessa esteve ao lado de Monica Bergamelli, Francesca Benolli, Federica Macri, Lia Parolari e Silvia Zanolo. Nessa edição, a equipe italiana terminou com a quarta colocação, atrás de Estados Unidos, China e Romênia.
Ferrari ainda se classificou para mais duas finais – individual geral e solo. Na primeira final, a do concurso geral, Vanessa terminou com a medalha de bronze, empatada com a brasileira  Jade Barbosa e atrás da romena Steliana Nistor e da americana Shawn Johnson, prata e ouro respectivamente. Por, fim, na final do solo, Vanessa não obteve um bom resultado, ficando na sexta colocação.

## Jogos Olímpicos

### Pequim 2008
Em sua primeira participação em Olimpíadas, Vanessa classificou-se para uma final – individual geral - junto à compatriota Parolari. A tendinite que a tirou das competições do ano piorou com os treinamentos para os Jogos, tomando uma forma aguda, que prejudicou suas apresentações e resultados. No solo, após um tsukahara, a ginasta caiu e piorou sua colocação. Ao fim, ficou com a 11º posição, com o score de 59.450. Sua equipe não classificou-se para a final.

### Londres 2012
Nos Jogos Olímpicos de 2012, sediados em Londres, Vanessa garantiu sua presença individualmente (classificando-se em sétimo e finalizando em oitavo no concurso geral) e por equipes. Vanessa também classificou-se para a final de solo na terceira posição, empatando, no evento, com a russa Aliya Mustafina. Por possuir uma nota de execução menor (a preferencial na regra de desempate), a ginasta italiana ficou na quarta posição.
Aproveitando a ocasião das Olimpíadas, Vanessa Ferrari apresentou um novo elemento no solo, "gravando" seu sobrenome no Código de Pontuação do esporte. Com valor "D" em uma escala de "A" a "H", o salto cortada em arco com giro completo é um dos movimentos relacionados à parte artística (não-acrobática) do aparelho.

## Principais resultados
| Ano  | Evento                                    | AA                | Equipe            | Salto sobre o cavalo | Trave           | Barras assimétricas | Solo              |
| ---- | ----------------------------------------- | ----------------- | ----------------- | -------------------- | --------------- | ------------------- | ----------------- |
| 2001 | Itália vs Suíça vs Luxemburgo (júnior)    | Medalha de ouro   | Medalha de ouro   |                      |                 |                     |                   |
| 2001 | Encontro Internacional (júnior)           | Medalha de ouro   | Medalha de ouro   |                      |                 |                     |                   |
| 2003 | Itália vs Grã-Bretanha                    | Medalha de prata  | Medalha de ouro   |                      |                 |                     |                   |
| 2004 | Itália vs Romênia                         | Medalha de prata  | Medalha de ouro   |                      |                 |                     |                   |
| 2006 | Campeonato Europeu                        | Medalha de prata  | Medalha de ouro   |                      |                 |                     |                   |
| 2006 | Campeonato Mundial de Ginástica Artística | Medalha de ouro   | 9º                |                      | 6°              | Medalha de bronze   | Medalha de bronze |
| 2007 | Campeonato Europeu                        | Medalha de ouro   |                   |                      |                 |                     | Medalha de ouro   |
| 2007 | Copa do Mundo – Paris                     |                   |                   |                      | Medalha de ouro | Medalha de ouro     | Medalha de ouro   |
| 2007 | Campeonato Mundial de Ginástica Artística | Medalha de bronze | 4°                |                      |                 | 8°                  | 6°                |
| 2008 | Jogos Olímpicos                           | 11º               | 10º               |                      |                 |                     |                   |
| 2009 | Campeonato Europeu                        | 9º                |                   |                      |                 |                     | Medalha de bronze |
| 2010 | Campeonato Europeu                        |                   | 5º                |                      |                 | 7º                  | 4º                |
| 2010 | Campeonato Mundial de Ginástica Artística | 11º               | 8º                |                      |                 |                     | 6º                |
| 2011 | Campeonato Europeu                        | 6º                |                   |                      |                 | 8º                  |                   |
| 2012 | Campeonato Europeu                        |                   | Medalha de bronze |                      |                 |                     | 4º                |
| 2012 | Jogos Olímpicos                           | 8°                | 7°                |                      |                 |                     | 4°                |
| 2013 | Campeonato Mundial de Ginástica Artística | 6º                |                   |                      | 4º              |                     | Medalha de prata  |
| 2014 | Campeonato Europeu                        |                   | 5º                |                      | 5º              |                     | Medalha de ouro   |
| 2014 | Campeonato Mundial de Ginástica Artística | 6º                | 5º                |                      |                 |                     | 5º                |
| 2016 | Copa do Mundo - Anadia                    |                   |                   |                      | 5º              |                     | Medalha de bronze |
| 2016 | Jogos Olímpicos                           | 16°               | 10°               |                      |                 |                     | 4°                |